# Парламентские выборы в Израиле (1977)
Парламентские выборы в Израиле 1977 года состоялись 17 мая и стали девятыми в истории Израиля. На них были избраны 120 членов Девятого Кнессета. Явка избирателей составила 79 %. Впервые в политической истории Израиля правые во главе с Ликудом получили относительное большинство мест, положив конец почти 30-летнему правлению левого блока Маарах и его предшественника, партии МАПАЙ. Резкий поворот в израильской политике, вызванный этими выборами, привёл к тому, что их стали называть «революцией» (ивр. המהפך‎, HaMahapakh) — выражение, придуманное телеведущим Хаимом Явином, когда тот объявил результаты выборов в прямом эфире со словами: «Дамы и господа, революция!» (ивр. !גבירותי ורבותי—מהפך‎, Gvirotai veWorkai—Mahapakh!). Выборы 1977 года ознаменовали начало почти двадцатилетнего периода, когда левые и правые блоки имели примерно равное количество мест в Кнессете.

## Предыстория
Блок Маарах добился победы на выборах в декабре 1973 года, состоявшихся после Войны Судного дня, но недовольство правительством (и, в особенности, премьер-министром Голдой Меир и министром обороны Моше Даяном) внутри страны было велико. Через четыре месяца после окончания войны в Израиле начались антиправительственные акции протеста. Усиливающаяся внутренняя борьба и расследование готовности Израиля к войне привели к отставке Меир и Даяна в апреле 1974 года. Это, в свою очередь, привело к борьбе за лидерство на левом фланге между бывшим начальником генштаба и послом в США Ицхаком Рабином и министром транспорта Шимоном Пересом. В результате Рабин победил с небольшим перевесом; считалось, что партии Авода (основной силой Маараха) нужен кандидат, не затронутый разрушительной войной. Рабин сформировал новое правительство 3 июня 1974 года и возглавил противоречивую коалицию с Шимоном Пересом на посту министра обороны; несмотря на альянс их вражда продолжилась.
В середине 1970-х годов госсекретарь США Генри Киссинджер пытался добиться заключения мирного соглашения между Израилем и арабскими странами. 4 сентября 1975 года после угрозы «переоценки» региональной политики США и их отношений с Израилем было подписано Синайское временное соглашение. Рабин отмечает, что это был «невинно звучащий термин, предвещавший один из худших периодов в американо-израильских отношениях». Несмотря на прогресс на египетском фронте, поселенческая активность на Западном берегу реки Иордан усилилась при поддержке Переса и некоторых членов Национальной религиозной партии.
Расширение еврейских поселений вызвали недовольство арабского населения. 30 марта 1976 года забастовки и протесты переросли в насилие. Шесть безоружных демонстрантов были убиты Армией обороны Израиля и полицией, по меньшей мере 100 арабов получили ранения, многие были заключены в тюрьму. С тех пор это событие ежегодно отмечается как День земли. Несмотря на то, что в начале 1970-х годов арабские депутаты Кнессета впервые вошли в состав правительства в качестве заместителей министров, поддержка традиционных арабских политических партий, таких как «Прогресс и развитие» и «Арабский список бедуинов и сельских жителей», связанных с МАПАЙ и Маарах, пошла на убыль, а им на смену пришли независимые арабские партии, такие как «Объединённый арабский список», образованный в 1977 году бывшими членами партий-сателлитов Маарах.
Инфляция была проблемой для правительства с начала 1970-х годов и усугубилась после нефтяного кризиса, последовавшего за Войной Судного дня. Чтобы попытаться решить эту проблему, правительство Рабина девальвировало израильский фунт примерно на 50 % за время своего пребывания у власти.
На правительство также повлияли несколько коррупционных скандалов. В деле Ядлина 1976 года фигурировал Ашер Ядлин, крупный сборщик средств для партии Авода (главной силы блока Маарах) и глава программы медицинского страхования «Купат Холим», который в сентябре того же года должен был быть назначен управляющим Банка Израиля. Однако после задержания Ядлина полицией 24 октября кабинет министров решил назначить на эту должность Арнона Гафни. В середине декабря Ядлину были предъявлены обвинения в получении взяток на общую сумму 280 000 израильских фунтов, а также в других преступлениях, и он был заключен под стражу до суда. 14 марта 1977 года Ядлин признал себя виновным по некоторым пунктам обвинения, связанным со взятками на общую сумму 124 000 израильских фунта, но заявил, что передал 80 000 из этих денег в фонды партии Авода, добавив, что он собрал «миллионы» для партии. Судья отклонил его иск и приговорил к пяти годам тюремного заключения и штрафу в размере 250 000 израильских фунтов.
Дело Ядлина также привлекло внимание полиции к министру жилищного строительства Аврааму Оферу. В ноябре 1976 года Игаль Лавив, корреспондент еженедельника «Ха-олам ха-зе», также участвовавший в обнародовании обвинений против Ядлина, предоставил полиции информацию по 30 различным фактам, вызывающим подозрения в совершении Офером преступлений, включая обвинения в хищении средств строительнйо компании «Шикун Овдим» в пользу партии. Полиция изучила обвинения Лавива и пришла к выводу об их необоснованности. Однако генеральный прокурор Аарон Барак принял решение о возбуждении уголовного дела. 31 декабря, однако, свидетель по делу Ядлина направил в полицию заявление, которое вызвало новые вопросы для расследования, и были опубликованы различные слухи о возможных обвинениях. 2 января Рабин и министр юстиции Хаим Йосеф Цадок заверили Офера, что будет сделано всё возможное для ускорения расследования. 3 января 1977 года его тело было найдено в машине на пляже в Тель-Авиве. В предсмертной записке Офер заявил, что невиновен, но у него нет сил «больше терпеть». Сообщалось, что он был особенно подавлен отсутствием поддержки со стороны своих политических соратников.
К концу 1976 года правительственная коалиция Рабина с Национальной религиозной партией (НРП) столкнулась с кризисом: оппозиционная религиозная партия Агудат Исраэль внесла вотум недоверия в связи с нарушением шаббата на базе израильских ВВС, когда из США были доставлены четыре истребителя F-15, а члены НРП воздержалась при голосовании. 22 декабря 1976 года Рабин распустил правительство и назначил новые выборы на май 1977 года.

## Партии-участники
Маарах
23 февраля 1977 года в партии Авода состоялись внутренние выборы, на которых Рабин набрал 1445 голоса против 1404 у Переса. Однако 15 марта газета «Гаарец» сообщила, что Рабин и его жена Лея имели долларовый банковский счёт, что в то время было запрещено израильским законодательством. Хотя Лея взяла на себя ответственность, дело о долларовом счёте, как стало известно, привело к замене 8 апреля Рабина во главе списка блока Маарах на Переса.
Ликуд
Хотя опросы общественного мнения показывали, что Ликуд может одержать историческую победу, лидер партии Менахем Бегин незадолго до выборов перенёс сердечный приступ и не участвовал в предвыборной кампании. Предвыборная кампания Ликуда была сосредоточена на личности Бегина. Демонизируемый Маарахом как тоталитарный и экстремистский, он, изображая себя скромным и благочестивым человеком, нашёл отклик у многих недовольных политикой правящей партии, особенно среди рабочих-мизрахи, проживающих в городских кварталах и на периферии.
ДАШ
2 ноября 1976 года бывший начальник Генерального штаба Игаль Ядин объявил о создании новой партии под названием «Демократы—Шинуй», позже переименованной в Демократическое движение за перемены, известное по ивритской аббревиатуре ДАШ. В неё вошли несколько либеральных движений (включая «Шинуй»), а также многочисленные общественные деятели, включая Амнона Рубинштейна, Шмуэля Тамира, Меира Амита, Меира Зорея и других крупных бизнесменов, учёных, бывших военачальников и деятелей спецслужб, а также несколько израильских арабов. Через несколько недель в партии насчитывалось 37 000 членов, и она стала первой в истории Израиля партией, проведшей предварительные выборы для формирования списка кандидатов в Кнессет.
Новые партии
«Левый лагерь Израиля» был сформирован перед выборами путём слияния партий «Мери», «Мокед», Независимой социалистической фракции и части членов «Чёрных пантер».
Объединённый арабский список был образована путём слияния арабских партий «Прогресс и развитие» и «Арабский список бедуинов и деревень», являвшихся сателлитами партии Авода. Новая партия получила голосов почти в два раза меньше чеи её предшественники и всего одно место, которое по очереди должны были занимать три лидера списка.
Французский бизнесмен польского происхождения Шмуэль Флатто-Шарон сформировал свой собственный список «Развитие и мир» (также был известен как «Флатто-Шарон»). Выросший во Франции и почти не говоривший на иврите, Флатто-Шарон надеялся быть избранным в Кнессет, чтобы избежать экстрадиции во Францию, где его обвиняли в хищении 60 миллионов долларов. Список был основан на правопопулистских идеях, в частности, Флатто-Шарон поддерживал религиозно-политическое поселенческое движение «Гуш Эмуним» и обещал жильё молодым избирателям. В конечном итоге список получил достаточно голосов избирателей, чтобы провести в законодательный орган страны двух депутатов, но в итоге Флатто-Шарон представлял его в одиночку (в том числе как член комиссии по экономике).
Ариэль Шарон, покинувший Ликуд в 1975 году, чтобы стать советником Рабина, сформировал новую партию Шломцион (2 места в парламенте), а Марша Фридман, бывший депутат Кнессета от партии РАЦ, основала феминистскую Женскую партию, которая не смогла пройти в Кнессет.

## Результаты
|                                                                  |                                                  |                                   |           |        |         |       |       |  |
| Партия                                                           | Партия                                           | Лидер                             | Голоса    | Голоса | Голоса  | Места | Места |  |
| Партия                                                           | Партия                                           | Лидер                             | Голоса    | %      | ± п. п. | Места | ±     |  |
|                                                                  | Ликуд                                            | Менахем Бегин                     | 583 968   | 33,20  | ▲ 3,20  | 43    | ▲ 4   |  |
|                                                                  | Маарах                                           | Шимон Перес                       | 430 023   | 24,60  | ▼ 15,05 | 32    | ▼ 19  |  |
|                                                                  | Демократическое движение за перемены (ДАШ)       | Игаэль Ядин                       | 202 265   | 11,57  | новая   | 15    | ▲ 15  |  |
|                                                                  | Национальная религиозная партия (НРП)            | Йосеф Бург                        | 160 787   | 9,20   | ▲ 0,88  | 12    | ▲ 2   |  |
|                                                                  | Демократический фронт за мир и равенство (Хадаш) | Меир Вильнер                      | 80 118    | 4,58   | ▲ 1,17  | 5     | ▲ 1   |  |
|                                                                  | Агудат Исраэль                                   | Йехуда Меир Абрамовиц             | 58 652    | 3,36   | новая   | 4     | ▲ 1   |  |
|                                                                  | Шломцион                                         | Ариэль Шарон                      | 33 947    | 1,94   | новая   | 2     | ▲ 2   |  |
|                                                                  | Развитие и мир                                   | Шмуэль Флатто-Шарон               | 35 049    | 2,01   | новая   | 1     | ▲ 1   |  |
|                                                                  | Левый лагерь Израиля                             | Арье Элиав                        | 27 281    | 1,56   | новая   | 2     | ▲ 1   |  |
|                                                                  | Объединённый арабский список                     | Сейф эль-Дин Эль-Зуаби            | 24 185    | 1,38   | ▼ 1,11  | 1     | ▼ 2   |  |
|                                                                  | Поалей Агудат Исраэль                            | Калман Кахана                     | 23 571    | 1,35   | новая   | 1     | ▼ 1   |  |
|                                                                  | Движение за права гражданина и мир (РАЦ)         | Шуламит Алони                     | 20 621    | 1,18   | ▼ 1,06  | 1     | ▼ 2   |  |
|                                                                  | Партия независимых либералов                     | Гидеон Хауснер                    | 20 384    | 1,17   | ▼ 2,44  | 1     | ▼ 3   |  |
|                                                                  | Движение за возрождение социального сионизма     | Мордехай Бен-Порат                | 14 516    | 0,83   | новая   | 0     | ▼ 1   |  |
|                                                                  | Бейт-Исраэль                                     |                                   | 9 505     | 0,54   | новая   | 0     | ▬     |  |
|                                                                  | Арабское движение за реформы                     |                                   | 5 695     | 0,33   | новая   | 0     | ▬     |  |
|                                                                  | Женская партия                                   | Марша Фридман                     | 5 674     | 0,32   | новая   | 0     | ▬     |  |
|                                                                  | Движение «Ках»                                   | Меир Кахане                       | 4 396     | 0,25   | ▼ 0,57  | 0     | ▬     |  |
|                                                                  | Хофеш                                            |                                   | 2 498     | 0,14   | новая   | 0     | ▬     |  |
|                                                                  | Новое поколение                                  |                                   | 1 802     | 0,10   | новая   | 0     | ▬     |  |
|                                                                  | Сионистские пантеры                              |                                   | 1 798     | 0,10   | новая   | 0     | ▬     |  |
|                                                                  | До Киюм БеЦедек                                  |                                   | 1 085     | 0,06   | новая   | 0     | ▬     |  |
|                                                                  |                                                  |                                   |           |        |         |       |       |  |
|                                                                  | Действительные голоса                            | Действительные голоса             | 1 747 820 | 98,65  | ▲ 0,79  |       |       |  |
|                                                                  | Недействительные голоса                          | Недействительные голоса           | 23 906    | 1,35   | ▼ 0,79  |       |       |  |
|                                                                  | Всего                                            | Всего                             | 1 771 726 | 100    |         | 120   | ▬     |  |
|                                                                  | Избирателей зарегистрировано/Явка                | Избирателей зарегистрировано/Явка | 2 236 293 | 79,23  | ▲ 0,65  |       |       |  |
| Источник: Официальный сайт Кнессета и Israel Democracy Institute |                                                  |                                   |           |        |         |       |       |  |

## После выборов
Спикером Кнессета стал депутат от блока Ликуд Ицхак Шамир.
20 июня 1977 года Менахем Бегин из партии Ликуд сформировал восемнадцатое правительство Израиля. Первоначально в него входили пмимо Ликуда Национальная религиозная партия, Агудат Исраэль и партия Ариэля Шарона «Шломцион», которая вскоре влилась в Ликуд. Это положило конец историческому союзу между религиозными партиями и ранее господствовавшим левым блоком и положило начало периоду союза между религиозными партиями и правым блоком (позже известным как «Национальный лагерь»). Министром иностранных дел стал Моше Даян из Авода; это привело к исключению Даяна из партии и он сформировал недолго просуществовавшую партию Телем.
Первоначально Бегин надеялся убедить партию ДАШ войти в правительство, оставив незанятыми четыре министерских поста (связи, юстиции, труда и социального обеспечения и транспорта). Этого удалось добиться 24 октября, когда Ядин был назначен заместителем премьер-министра. Однако коалиция получила большинство и без голосов членов ДАШ. Менее чем через год партия распалась из-за идеологических разногласий между более либеральными членами Шинуя и более консервативными и националистически настроенными членами Демократического движения и, в особенности, группы Тамира. 14 сентября 1978 года ДАШ разделился на три фракции: семь депутатов Кнессета основали партию Шинуй во главе с Рубинштейном, семь — Демократическое движение во главе с Ядином, а Асаф Ягури создал свою партию — Яад). В 1980 году Демократическое движение раскололось, когда три депутата Кнессета основали партию Ахва, Игаль Ядин, Биньямин Халеви, Мордехай Элграбли и Шмуэль Тамир вышли из партии как независимые политики. Раскол пережила и партия Шинуй: Давид Голомб и Меир Амит вернулись в «Аводу». Два депутата от партии «Ахва» позже покинули фракцию: Шафик Асад присоединился к «Телем», а Акива Ноф — к «Ликуду».
Кэмп-Дэвидские соглашения и мирный договор между Египтом и Израилем, приведшие к выводу израильских войск с Синая, привели к отделению от Ликуда правых националистов, создавших партии Тхия и «Единый Израиль». Бегин полагался на голоса оппозиции, чтобы принять договор в Кнессете, поскольку несколько членов партии, включая будущих премьер-министров Ариэля Шарона и Ицхака Шамира, возражали против него и воздержались от голосования. Три депутата Кнессета от Ликуда отделились, чтобы сформировать партию Рафи — Национальный список; один позже вернулся, а двое других присоединились к новой партии Моше Даяна Телем. Депутат Саадия Марчиано покинул «Левый лагерь Израиля» и основал Партию единства. Независимые депутаты Кнессета Мордехай Элграбли и Йосеф Тамир перешли из Ликуда в Шинуй, но предпочли баллотироваться на новых выборах в качестве независимых.
Во время работы Кнессета депутат от Объединённого арабского списка Хамад Абу Рабиа был убит сыновьями соперника по партии Джабера Муади после того, как Абу Рабиа, как утверждается, отказался уступить своё место, как было решено в соглашении о ротации. Несмотря на действия своих сыновей, Моаде сменил Абу Рабиа в Кнессете.